# Heide Göttner-Abendroth
Heide Göttner-Abendroth (née le 8 février 1941 à Langewiesen, Allemagne) est une féministe et philosophe allemande prônant les études sur le matriarcat (également les études matriarcales modernes), se concentrant sur l'étude des sociétés matriarcales ou matrilinéaires.

## Biographie
Heide Göttner-Abendroth est née pendant la Seconde Guerre mondiale. À l'âge de 12 ans, elle déménage avec ses parents de la RDA vers la RFA. Titulaire d'un doctorat en philosophie de l'université de Munich (1973), Heide Göttner-Abendroth est devenue active dans le féminisme de la deuxième vague à partir de 1976 et devient dès lors une des pionnières des Women's studies en Allemagne de l'Ouest.
Heide Göttner-Abendroth enseigne la philosophie pendant dix ans à l'université de Munich (1973-1983). En 1978, elle publie la première méthodologie des Recherches matriarcales modernes, puis fonde en 1986 l'Académie internationale « Hagia » pour les Recherches matriarcales modernes dont elle assure la direction.
Heide Göttner-Abendroth reçoit une bourse de l'université de Brême en 1992. Son propre compte rendu du manque d'acceptation de ses études matriarcales dans le milieu universitaire est publié sous le nom de Die Diskriminierung der Matriarchatsforschung en 2003. En 2005, elle est sélectionnée comme candidate pour le prix Nobel de la paix par le programme international « 1 000 femmes de paix à travers le monde ».

## Académie Hagia
L'Académie internationale des études matriarcales modernes et de la spiritualité matriarcale fondée en 1986 par Heide Göttner-Abendroth vise à combiner « l'intellectuel, le politique, l'artistique et le spirituel » dans ses événements,.

## Études matriarcales
Les recherches matriarcales modernes s'inscrivent dans la tradition de la deuxième vague féministe lancée par Merlin Stone dans les années 1970. Les théories féministes du matriarcat restent d'actualité dans la recherche allemande dans les années 1980. Heide Göttner-Abendroth continue de publier sur le sujet dans les années 2000 et organise deux congrès mondiaux sur les études matriarcales en 2003  et 2005,.
Heide Göttner-Abendroth définit les études matriarcales modernes comme « l'investigation et la présentation des sociétés non patriarcales », et les matriarchies comme des « sociétés horizontales non hiérarchiques de parenté matrilinéaire », définissant effectivement le matriarcat comme des « sociétés matrilinéaires non patriarcales ». Elle définit le matriarcat comme caractérisé par le partage égal du pouvoir entre les deux sexes,. Selon la définition de Heide Göttner-Abendroth, une société matriarcale équivaut à une « société égalitaire et pacifique ». Ces sociétés ne sont pas décrites comme «matriarcales» dans l'anthropologie traditionnelle, mais comme matrilinéaires. L'anthropologie traditionnelle considère « la domination masculine dans le domaine public ou politique »[réf. nécessaire] comme une université culturelle humaine et abandonne la notion de matriarchies « primitives » du XIXe siècle au profit de la discussion de la matrilinéarité et de la matrilocalité, des formes de sociétés qui sont en fait enregistrées. Heide Göttner-Abendroth  défend cette dérogation au sens habituel du suffixe -archie en l'utilisant dans son sens étymologique de ἀρχή  «début», selon lequel le matriarcat ne signifierait pas « règle des mères » mais « au début les mères »[réf. nécessaire].  Cependant, le grec ἀρχή a le double sens de « début, origine » et « règle, domination », et le suffixe -archy provient de -ἀρχία, qui a le sens de « leadership, règle » exclusivement, comme dans ἀν-αρχία « absence de leader, non-droit, anarchie ».

## Réception critique
La nature scientifique du travail de Göttner-Abendroth, et les structures au sein de l'Académie internationale HAGIA pour les Recherches matriarcales modernes, qu'elle a fondée, ont  été mises en question. Pour Stefanie Knauß, « en ethnologie, anthropologie, archéologie et dans les études religieuses, on a tendance à rejeter sa théorie, car l'existence du matriarcat qu'elle décrit ne peut être prouvé avec sa méthode ».
Les idées de Göttner-Abendroth seraient basées sur des vues sur l'histoire ancienne qui sont depuis longtemps dépassées en science. Les déclarations qu'elle a faites sur le matriarcat ne sont pas vérifiables scientifiquement. Selon Christoph Uehlinger, Professeur d'histoire générale de la religion et des études religieuses à l'université de Zurich, elles sont « d'une certaine manière comparables aux positions de l'anthroposophie de la théosophie et d'autres mouvements neuro-religieux qui combinent la néo-mythologie avec des prétentions scientifiques »
Le paléoanthropologue Pascal Picq, dans son livre Et l'évolution créa la femme (2020, pages 270-286), fait une synthèse critique, partiellement positive, sur certaines positions de Heide Göttner-Abendroth.